# Pierre Gasly
Pierre Jean-Jacques Gasly (Ruão, 7 de fevereiro de 1996) é um automobilista francês que atua na Fórmula 1 pela equipe Alpine. Fez sua estreia na categoria em 2017 pela Toro Rosso, a partir do Grande Prêmio da Malásia, depois correndo doze etapas da temporada de 2019 pela Red Bull Racing, e retornando à Toro Rosso a partir do Grande Prêmio da Bélgica. Sua primeira vitória na Fórmula 1 ocorreu no Grande Prêmio da Itália de 2020. Em 2023, se transferiu para a Alpine.
Foi campeão da Eurocopa de Fórmula Renault em 2013, vice-campeão da Fórmula Renault 3.5 Series em 2014, quando se juntou ao programa Red Bull Junior Team. Gasly também venceu a temporada de 2016 da GP2 Series pilotando para a equipe da Prema Racing, e vice-campeão da Super Fórmula Japonesa em 2017.

## Biografia
Nascido em Ruão, capital da Normandia, é o filho mais novo de Jean-Jacques Gasly e Pascale Maurice, tendo dois meios-irmãos mais velhos por parte de pai, Phillipe e Paul Gasly, e mais dois meios-irmãos mais velhos por parte de mãe, Nicolas e Cyril Caron. Pierre vem de uma família de automobilistas. Seus avós paternos competiram no cartismo, com sua avó Evelyne sendo campeã regional da Normandia na década de 1960, e seu pai Jean-Jacques, além de correr de kart, também competiu em corridas de resistência e no rali. E Pierre ainda tem uma tia materna, Valérie Maurice, que é comediante e apresentadora de TV.
Pierre cresceu próximo de Esteban Ocon, que se introduziu no automobilismo através do kart de Gasly, e também de Anthoine Hubert, que foi seu colega de escola na adolescência e seu colega de quarto, e de Charles Leclerc. Os quatro foram amigos de infância e chegaram a se intitular como "Os Quatro Mosqueteiros". A relação com Ocon se deteriorou, por conta de um incidente em uma prova do kart em 2008, com Pierre afirmando que o fim da amizade foi porque ele começou a superar Ocon, que não gostou disso, mas que ambos se respeitavam.
No entanto, Gasly seguiu próximo de Leclerc e Hubert, até a morte deste último durante a etapa de Spa-Francorchamps da Fórmula 2 em 2019. A perda de Anthoine afetou Gasly profundamente, que disse que a tragédia era "difícil de entender", que o piloto era "um irmão", uma das poucas pessoas que o entendiam, e que não havia uma corrida em que ele não pensasse em Hubert. Desde então, Gasly vem lutando por mais segurança nas provas de automobilismo, promovendo atos em homenagem a Hubert e também a Jules Bianchi e a Dilano van 't Hoff, outros pilotos vítimas de acidentes em corridas.
Gasly também é amigo de Yuki Tsunoda, seu companheiro na AlphaTauri de 2021 a 2022, com os fãs fazendo brincadeiras mencionando um "bromance" entre os dois. Gasly admitiu que a amizade dele com Tsunoda era incomum para os padrões da F1, que costuma ser um ambiente de intensa rivalidade entre companheiros de equipe.
Além do francês, sua língua materna, Gasly também fala italiano e inglês. Ele é torcedor do time de futebol PSG, homenageando o clube ao inserir as cores e o desenho do escudo em seu capacete para o GP da Grã-Bretanha de 2024. O piloto também é grande fã do jogador e técnico Zinédine Zidane, escolhendo o número 10 para correr na F1 por causa de seu ídolo. Entre 2020 e 2022, Gasly teve relacionamento discreto com a modelo e empresária ucraniana Katerina Berezhna. Desde outubro de 2022, Gasly namora a modelo e influenciadora portuguesa Francisca "Kika" Cerqueira Gomes, assumindo o relacionamento para o público no início de 2023. Dessa forma, Gasly passou a ser genro de Maria Cerqueira Gomes, apresentadora de TV.

## Carreira

### Kart
Gasly se introduziu no kart ao correr na pista local de Anneville-Ambourville, aos sete anos, ao lado de Anthoine Hubert. Gasly começou a correr profissionalmente em 2006, aos dez anos. Além de Hubert, Gasly também enfrentou vários nomes da mesma geração que viriam a ser seus adversários na F1, como Esteban Ocon, Charles Leclerc, Max Verstappen, George Russell e Alexander Albon. Gasly só teve um título no kart, o Grand Prix Open de 2010 na classe KF3. Nesse mesmo ano, foi vice-campeão mundial, sendo desbancado por Albon.

### Fórmula 4
Em 2011, Gasly fez a transição para os monopostos, correndo no Campeonato Francês de Fórmula 4. Fez sete pódios, com seis deles vindo em sequência, e quatro vitórias, com três delas sendo nas três últimas rodadas do campeonato. Terminou o ano em terceiro, com 104 pontos, dezesseis atrás do vice-campeão Andrea Pizzitola e 42 atrás do campeão Matthieu Vaxivière.

### Fórmula Renault

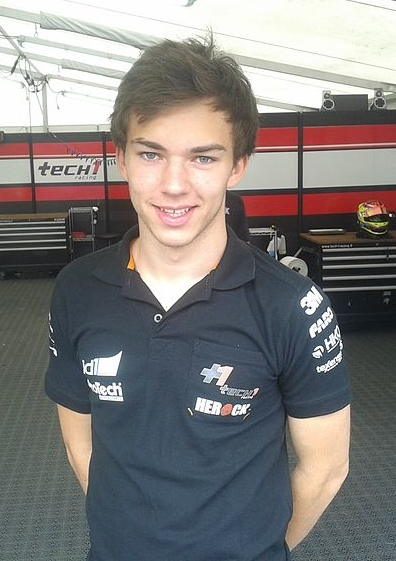
Gasly em 2013

Gasly passou para a Fórmula Renault em 2012, correndo na Eurocopa 2.0 e na Copa da Europa do Norte pela R-ace GP, tendo como companheiros Pizzitola e Nyck de Vries. Na Eurocopa, fez uma pole e dois pódios, sendo o décimo colocado. Já na competição norte-europeia, Gasly só participou de sete corridas, tendo um terceiro lugar como melhor resultado e sendo o vigésimo terceiro.
Seguiu na Eurocopa em 2013, passando para a Tech 1 Racing, com quem também correu na Fórmula Renault 2.0 Alpes. Nessa categoria, Gasly fez apenas três rodadas, conseguindo três pódios e sendo o sexto colocado. Mas seus melhores resultados foram na Eurocopa, onde Gasly brigou pelo título com Oliver Rowland e foi campeão com três vitórias e mais cinco poles, conquistando o título na última prova em Barcelona, após terminar em sexto e ver Rowland receber uma punição de drive through, superando o britânico por dezesseis pontos.
Em 2014, foi contratado pela equipe Arden para correr na Fórmula Renault 3.5 Series ao lado de William Buller. Gasly não teve nenhuma vitória, mas conquistou uma pole, seis segundos lugares e dois terceiros lugares, somando 192 pontos e sendo vice-campeão com nove pontos de vantagem sobre o terceiro colocado Roberto Merhi, mas atrás do campeão Carlos Sainz Jr. por 35 pontos.

### GP2 Series

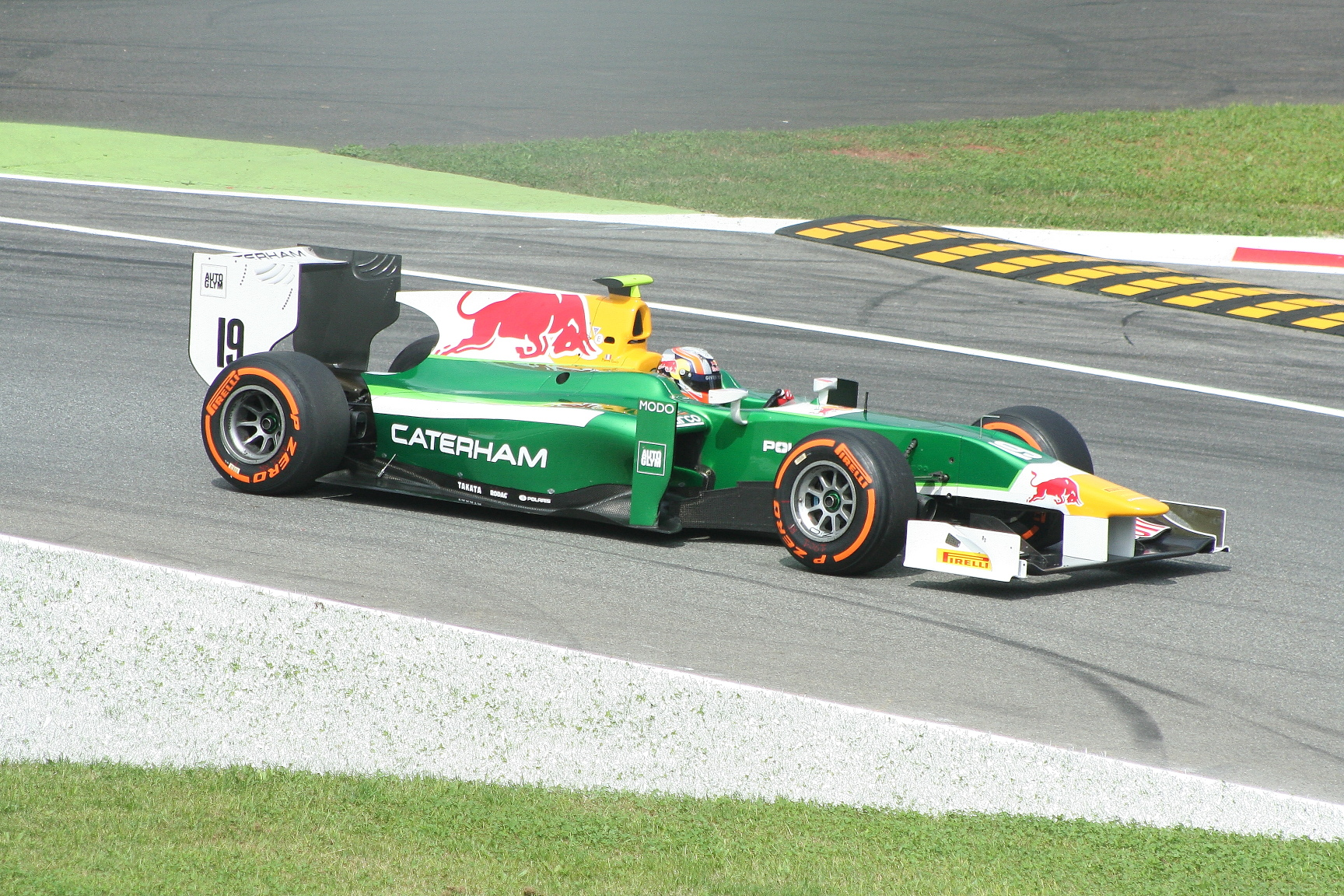
Gasly correndo pela Caterham na etapa de Monza da GP2 de 2014

Gasly fez sua estreia na GP2 Series em 2014 na rodada de Monza, substituindo o piloto da Caterham Racing Tom Dillmann, que tinha compromissos em outras categorias e não pôde participar da GP2 naquele fim de semana. O francês continuou na equipe até o final da temporada, como companheiro de Rio Haryanto, e teve como melhor resultado um par de décimos primeiros lugares na rodada dupla de Sochi.
Gasly participou dos testes de pós-temporada, pilotando pela DAMS, com quem chegou a liderar no primeiro dia. Ele assinou com a equipe francesa em 2015, para correr ao lado do piloto britânico Alex Lynn, campeão da GP3 Series de 2014. Apesar de ter conquistado três poles positions e quatro pódios, Gasly teve uma temporada irregular, incluindo colisões no Barém, Spa-Francorchamps e Yas Marina, com este último envolvendo sete carros e provocando o cancelamento da corrida subsequente. Gasly terminou sua primeira temporada completa na GP2 em oitavo, com 110 pontos, duas posições atrás do companheiro de equipe Lynn.

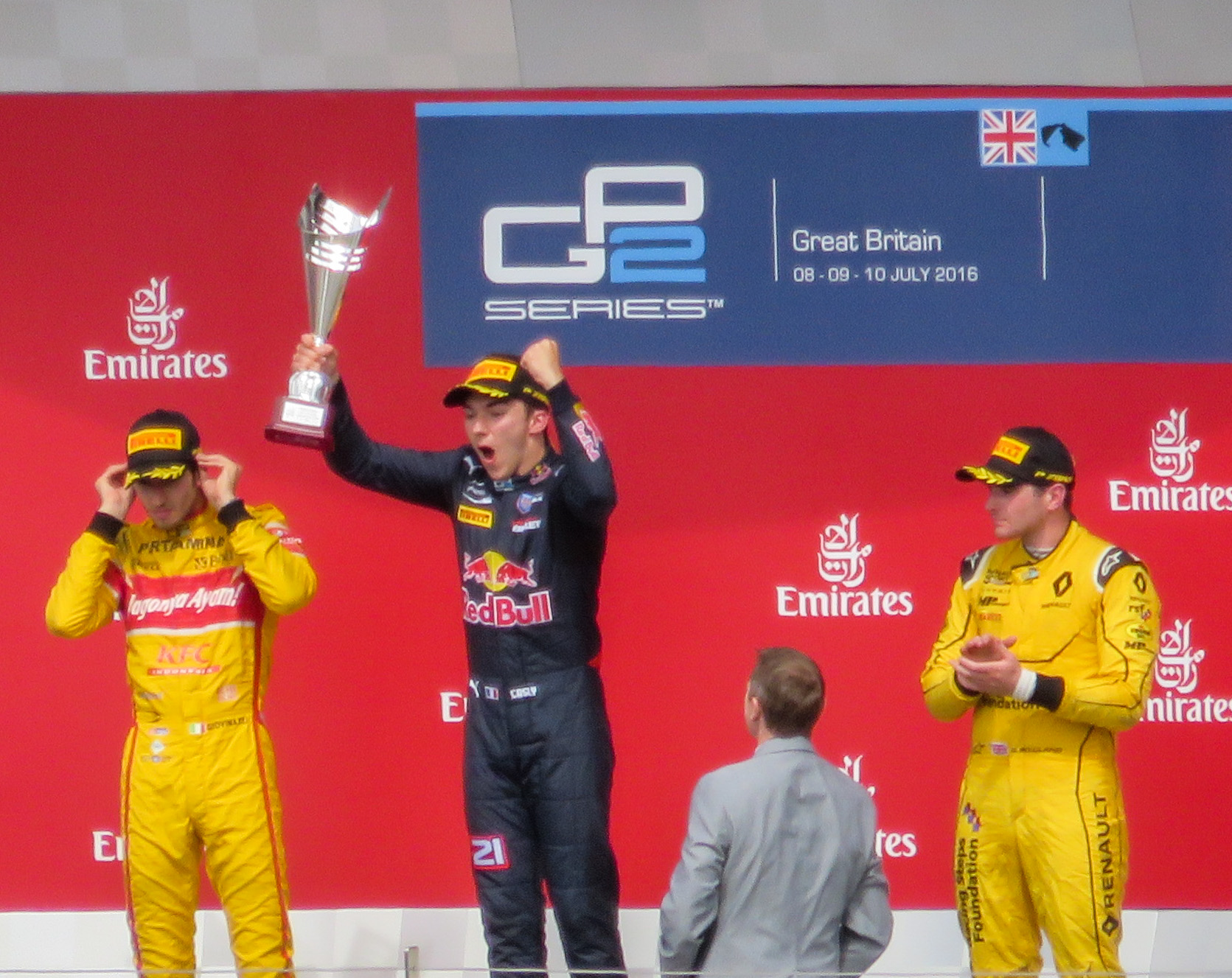
Gasly (centro) comemorando a vitória na etapa de Silverstone da GP2 em 2016

Em 2016, Gasly mudou para a recém-chegada Prema Powerteam ao lado do vice-campeão europeu de Fórmula 3 de 2015 e novato da GP2 Antonio Giovinazzi. A dupla da Prema batalhou pelo título, e Gasly obteve quatro poles, quatro vitórias e mais cinco pódios, sendo campeão na última corrida em Yas Marina, após uma ultrapassagem sobre Mitch Evans que lhe garantiu o nono lugar, enquanto seu rival italiano só conseguiu ficar em quinto. Com 219 pontos, Gasly superou Giovinazzi, campeão dentre os estreantes, por uma diferença de oito pontos e o desempenho dos dois ajudou a Prema a vencer pela primeira vez o campeonato de construtores.

### Super Fórmula Japonesa
Sem vaga na F1 para 2017, Gasly foi correr na Super Fórmula Japonesa pela Team Mugen, ao lado de Naoki Yamamoto, sendo apoiado pela Red Bull e pela Honda. O francês venceu em Motegi e em Autopolis, tendo mais um segundo lugar em Sugo, e se colocando como candidato ao título, mas com o cancelamento da rodada dupla de Suzuka por causa do tufão Lan, perdeu o título para Hiroaki Ishiura por 0,5 pontos.

### Fórmula E

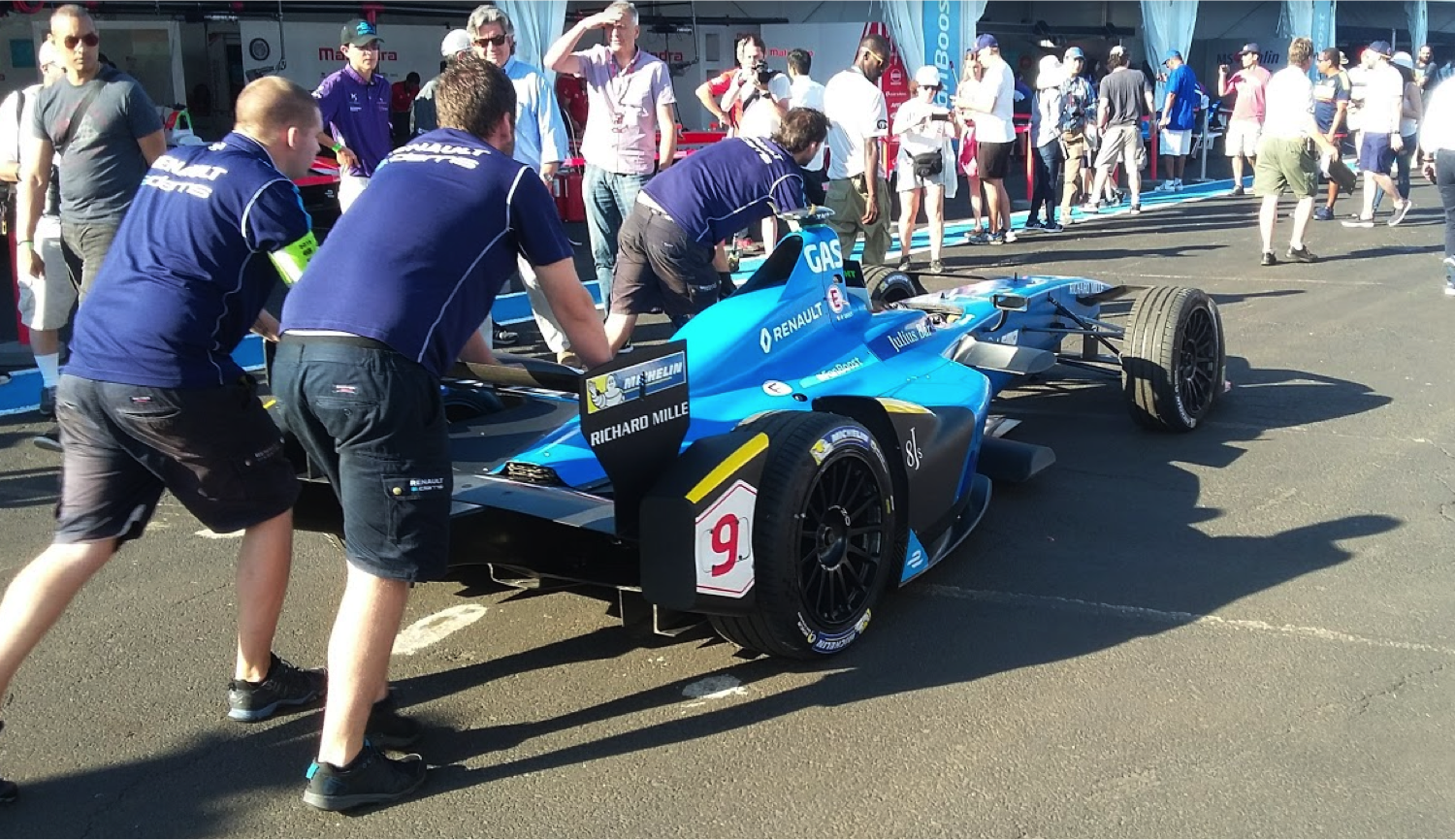
Carro que Gasly utilizou em sua participação na Fórmula E em 2017

Em 2017, Gasly disputou a rodada dupla do ePrix de Nova Iorque, válida pela temporada 2016–17 da Fórmula E, pela equipe Renault e.dams, substituindo Sébastien Buemi, então líder do campeonato, que estava programado para correr nas 6 Horas de Nurburgring com a Toyota no Mundial de Endurance. Gasly chegou a fazer a volta mais rápida e a disputar a Super Pole, mas um erro o fez largar em quarto na corrida de domingo. Ele pontuou nas duas provas, sendo o sétimo na corrida 1 e o nono na corrida 2, sendo melhor que o titular Nicolas Prost, e Pierre classificou a experiência de correr na F-E como "divertida". Mais tarde, ao estrear na F1, Gasly se tornou o primeiro piloto da categoria a ter passado inicialmente pela Fórmula E.

### Fórmula 1
Gasly se juntou à Red Bull Junior Team em novembro de 2013, após ser campeão da Eurocopa de Fórmula Renault. Ele foi piloto de reserva da Red Bull Racing nas temporadas de Fórmula 1 de 2015 até 2017.

#### Toro Rosso (2017–2018)

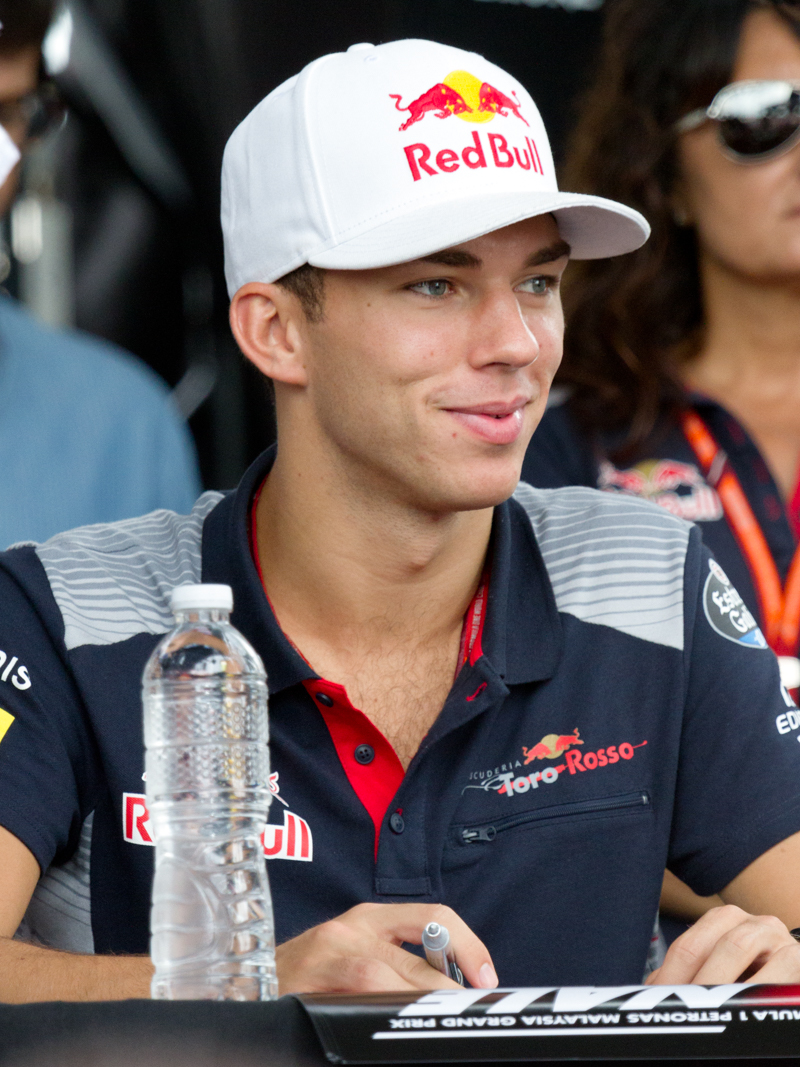
Gasly em 2017

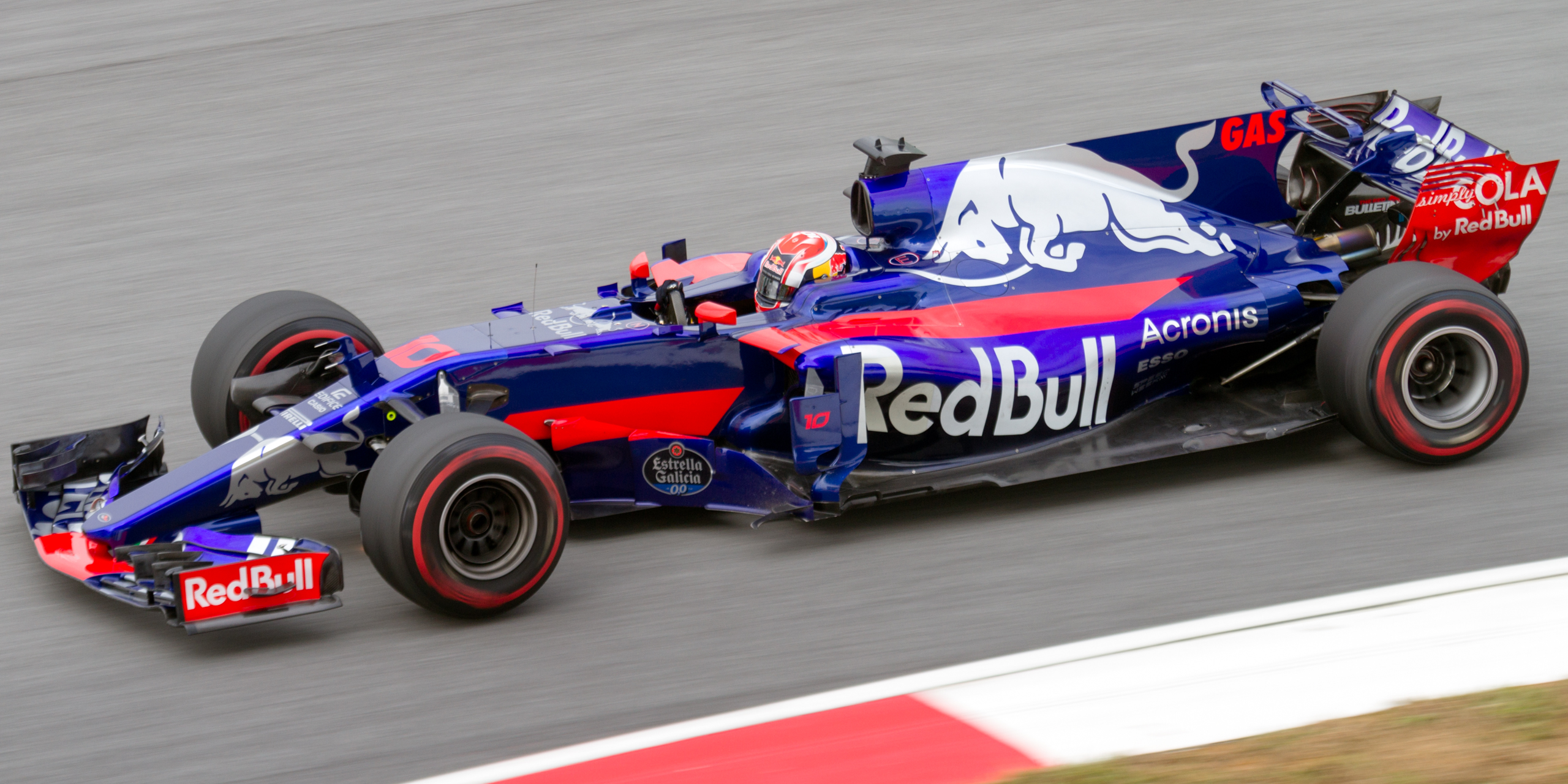
Gasly em sua estreia na Fórmula 1 no Grande Prêmio da Malásia de 2017 pela Toro Rosso.

Gasly fez sua estreia na Fórmula 1 no Grande Prêmio da Malásia de 2017 com a equipe Toro Rosso, substituindo Daniil Kvyat. Inicialmente, teve Carlos Sainz Jr. como companheiro, mas com a ida do espanhol para a Renault, Gasly passou a ser parceiro de Brendon Hartley, que o substituiu no GP dos EUA. Gasly faltou a essa prova para priorizar a final da Super Fórmula Japonesa, que aconteceria naquele mesmo fim de semana, mas a etapa em Suzuka acabou cancelada de qualquer maneira. Gasly retornou no México e na etapa seguinte, no Brasil, alcançou seu melhor resultado do ano, um 12º lugar. Finalizou 2017 na 21ª colocação.
Gasly e Hartley seguiram na Toro Rosso em 2018, e no Grande Prêmio do Barém, Gasly marcou seus primeiros 12 pontos da carreira na Fórmula 1, ao terminar no surpreendente quarto lugar e ainda foi o destaque da corrida. Ele pontuou em mais quatro provas e encerrou a temporada na 15ª posição, com 29 pontos, somando cerca de sete vezes mais pontos que Hartley, que deixou a categoria no final daquela temporada.

#### Red Bull (2019)

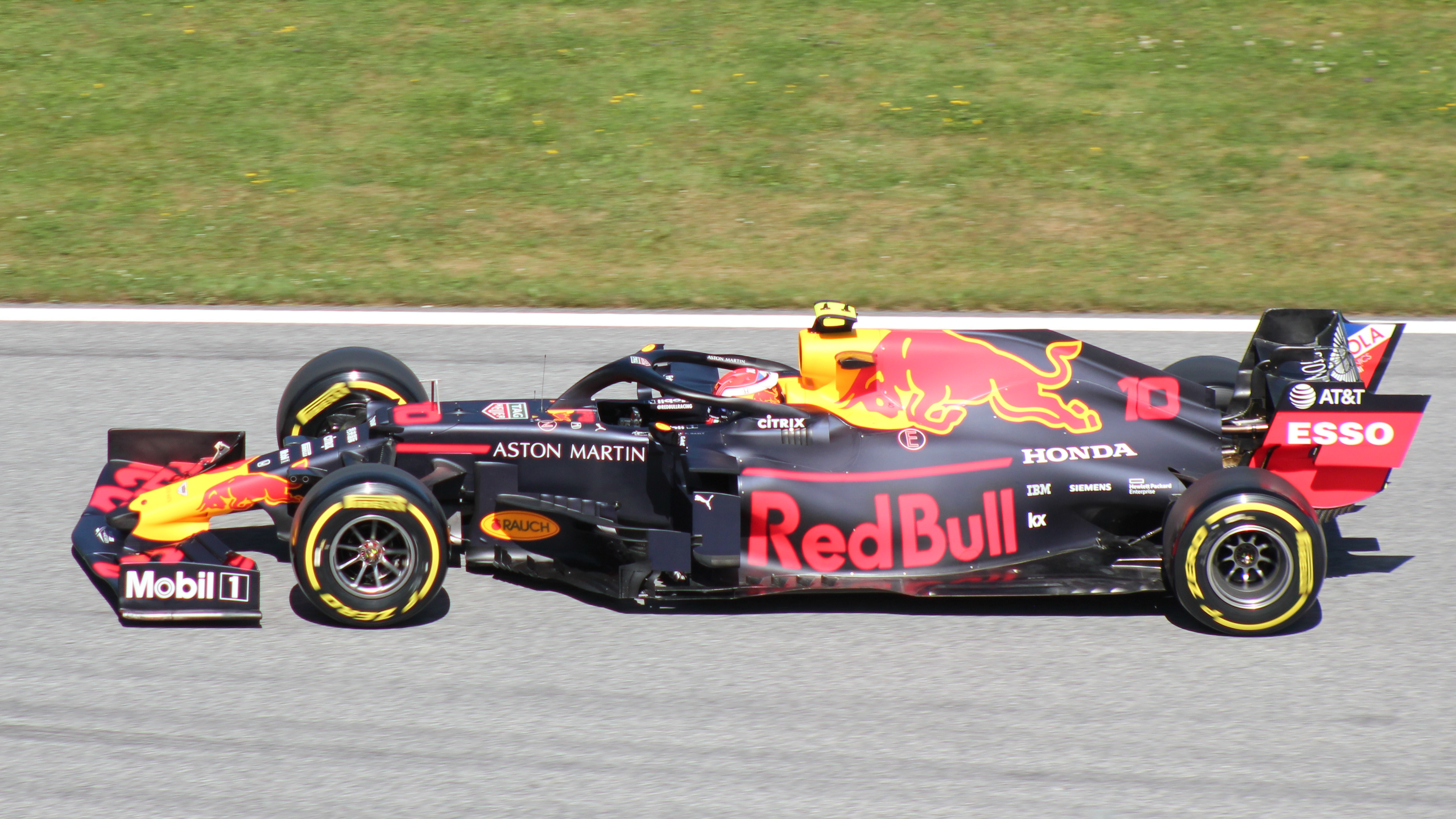
Gasly pilotando a Red Bull no GP da Áustria de 2019

Em 20 de agosto de 2018, foi anunciado que Gasly iria se transferir para a Red Bull Racing para disputar a temporada de 2019, tornando-se companheiro de equipe de Max Verstappen, após a saída de Daniel Ricciardo para a Renault F1 Team. Apesar de ter pontuado em nove das doze provas disputadas, Gasly foi frequentemente superado por Verstappen em todos os aspectos, especialmente na pontuação, já que Gasly só tinha somado 63 pontos até as férias de verão, enquanto o neerlandês tinha feito 181. Além disso, Gasly relatou ter começado a sofrer com as desconfianças dentro da equipe após cometer um erro durante os testes de inverno. Ele também afirmou que a RBR priorizava Verstappen, se queixando de ter recebido menos apoio do que os outros pilotos, e que por mais que desse o seu melhor, ele sentia que "nunca iria caber naquele cockpit".

#### Retorno a Toro Rosso (2019)
No entanto, em 12 de agosto de 2019, a Red Bull anunciou que Gasly seria devolvido para sua equipe B, a Toro Rosso, devido ao piloto francês não ter conseguido ser competitivo na equipe principal, ele trocou de lugar com Alexander Albon após o Grande Prêmio da Hungria de 2019. Sua primeira prova foi na Bélgica, naquele mesmo fim de semana em que Anthoine Hubert faleceu no acidente durante a prova da Fórmula 2 naquela mesma pista. Mesmo muito abalado, Pierre disputou aquela prova e alcançou o nono lugar. Mas seu melhor resultado do ano viria a ser em 17 de novembro de 2019, ao terminar o Grande Prêmio do Brasil no segundo lugar, o que lhe rendeu seu primeiro pódio na Fórmula 1. O francês encerrou essa temporada conturbada em sétimo, com 95 pontos.

#### AlphaTauri (2020–2022)

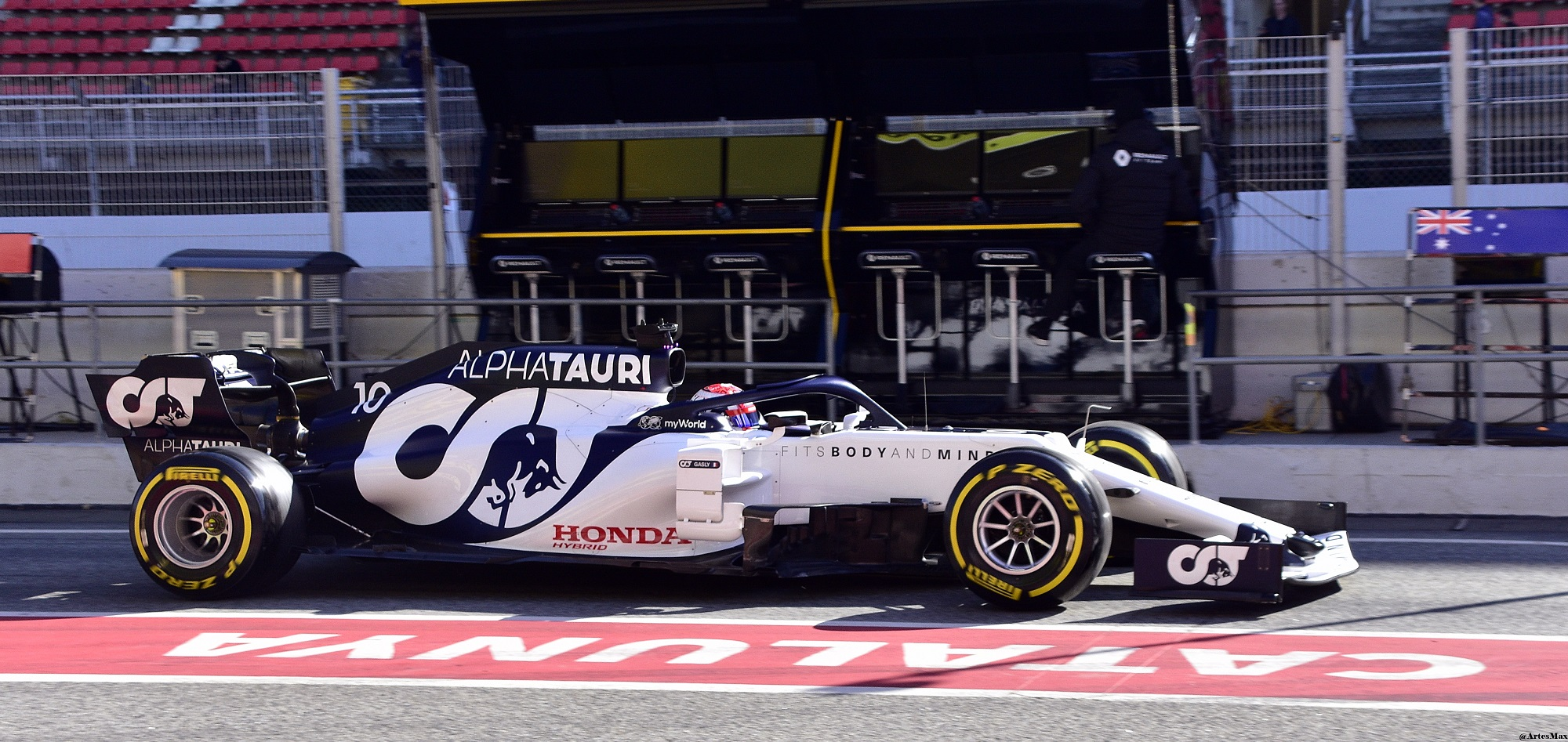
Gasly durante os testes de pré-temporada em Barcelona, 2020

Em 12 de novembro de 2019, a Toro Rosso anunciou que Gasly permaneceria na equipe, que foi rebatizada para AlphaTauri, ao lado de Kvyat, para a disputa da temporada de 2020. Em 6 de setembro daquele ano, Gasly fez história ao conquistar sua primeira vitória na categoria no Grande Prêmio da Itália, sendo esta também a primeira vitória da equipe AlphaTauri. Foi também a primeira vitória de um piloto francês na Fórmula 1, desde o triunfo de Olivier Panis no Grande Prêmio de Mônaco de 1996. A vitória o ajudou a superar Lance Stroll e conquistar o décimo lugar, já que os dois empataram no número de pontos, 75. Gasly também marcou mais que o dobro de pontos de Kvyat, que ficou quatro posições abaixo dele, e deixou a F1 em definitivo ao final desta temporada.

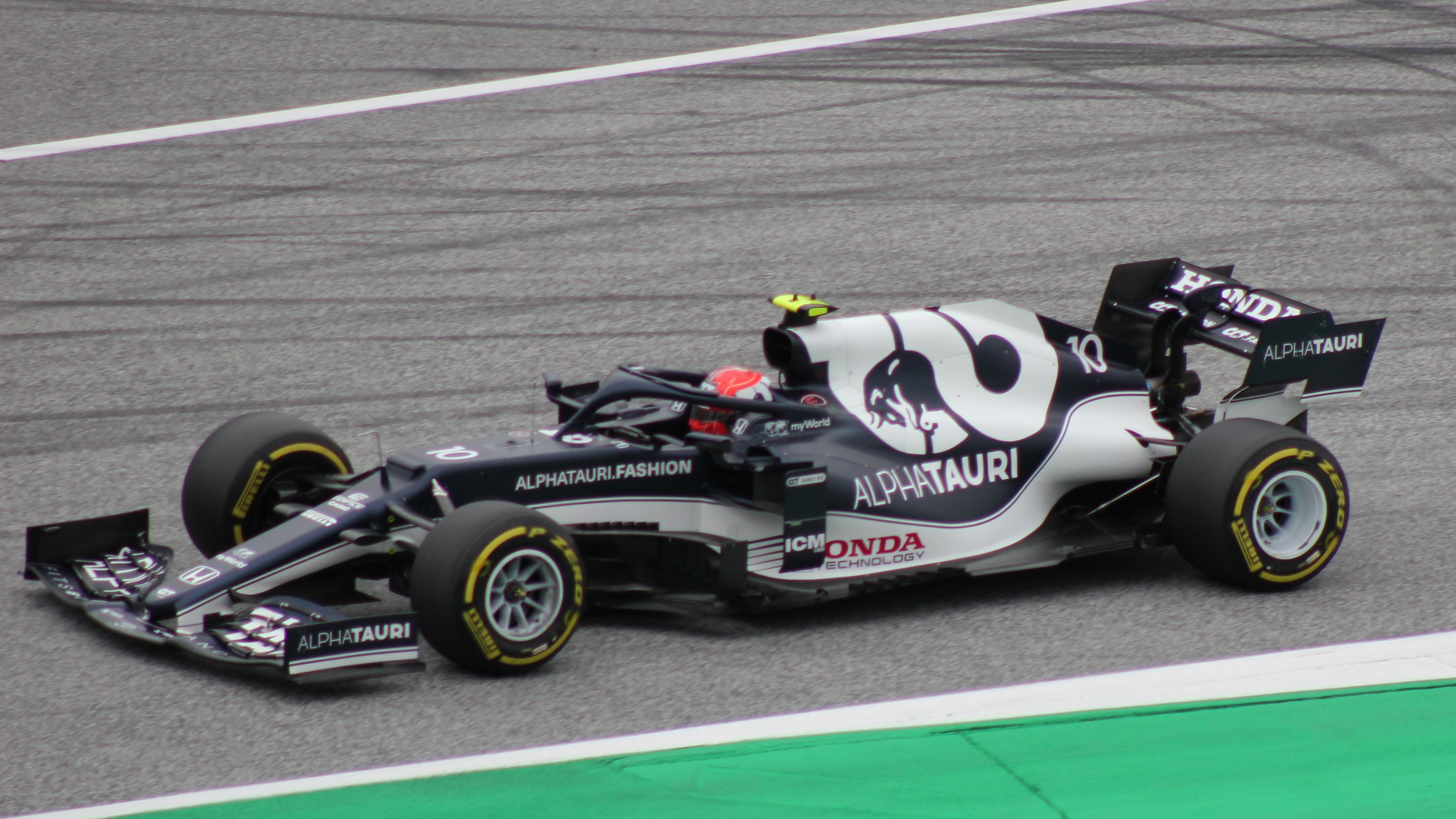
Gasly no Red Bull Ring em 2021

Para 2021, Gasly ganhou a companhia de Yuki Tsunoda, que vinha da Fórmula 2. Seu melhor resultado no ano foi um terceiro lugar no Azerbaijão, e ele terminou o ano em nono, com 110 pontos, cinco a menos que Daniel Ricciardo. Pontuando em quinze das vinte e duas provas da temporada, Gasly se mostrou mais constante do que seu jovem companheiro, que ficou cinco posições atrás e somou quase um terço de seus pontos.
A dupla seguiu em 2022, e tanto Gasly quanto Tsunoda tiveram que lidar com a queda no desempenho da AlphaTauri. Gasly voltou a se destacar no Azerbaijão ao ser o quinto colocado, o seu melhor resultado no ano, e ele terminou a temporada em 14º, com 23 pontos, mais que o dobro dos obtidos por Tsunoda. Posteriormente, Gasly deixou a equipe, sendo substituído pelo piloto reserva da Mercedes, Nyck de Vries.

#### Alpine (2023–)

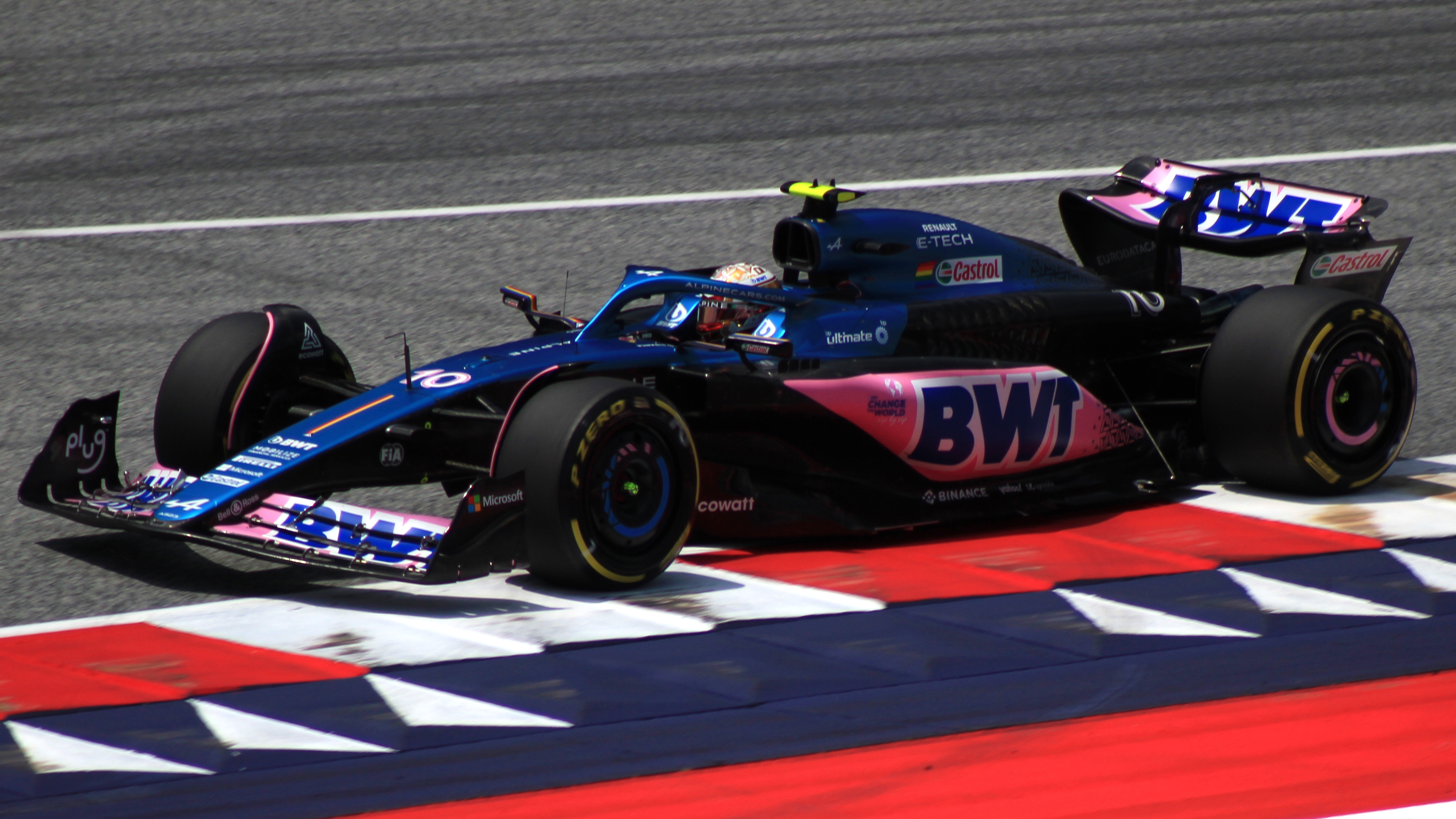
Gasly na pista de Spielberg em 2023

Em 7 de outubro de 2022, sua partida para a Alpine foi oficializada com um contrato de vários anos. Na equipe francesa, Gasly voltou a se reunir com Esteban Ocon, ex-amigo e rival desde o kart. Pontuando em dez das vinte e duas provas do ano, Gasly teve seu auge no Grande Prêmio dos Países Baixos, onde foi o terceiro colocado. Foi superior a Ocon tanto em classificações (14 x 9 para Pierre) quanto em pontos, tendo finalizado 2023 na 11ª posição com 62 pontos, quatro a mais que seu compatriota, que foi o 12º colocado.

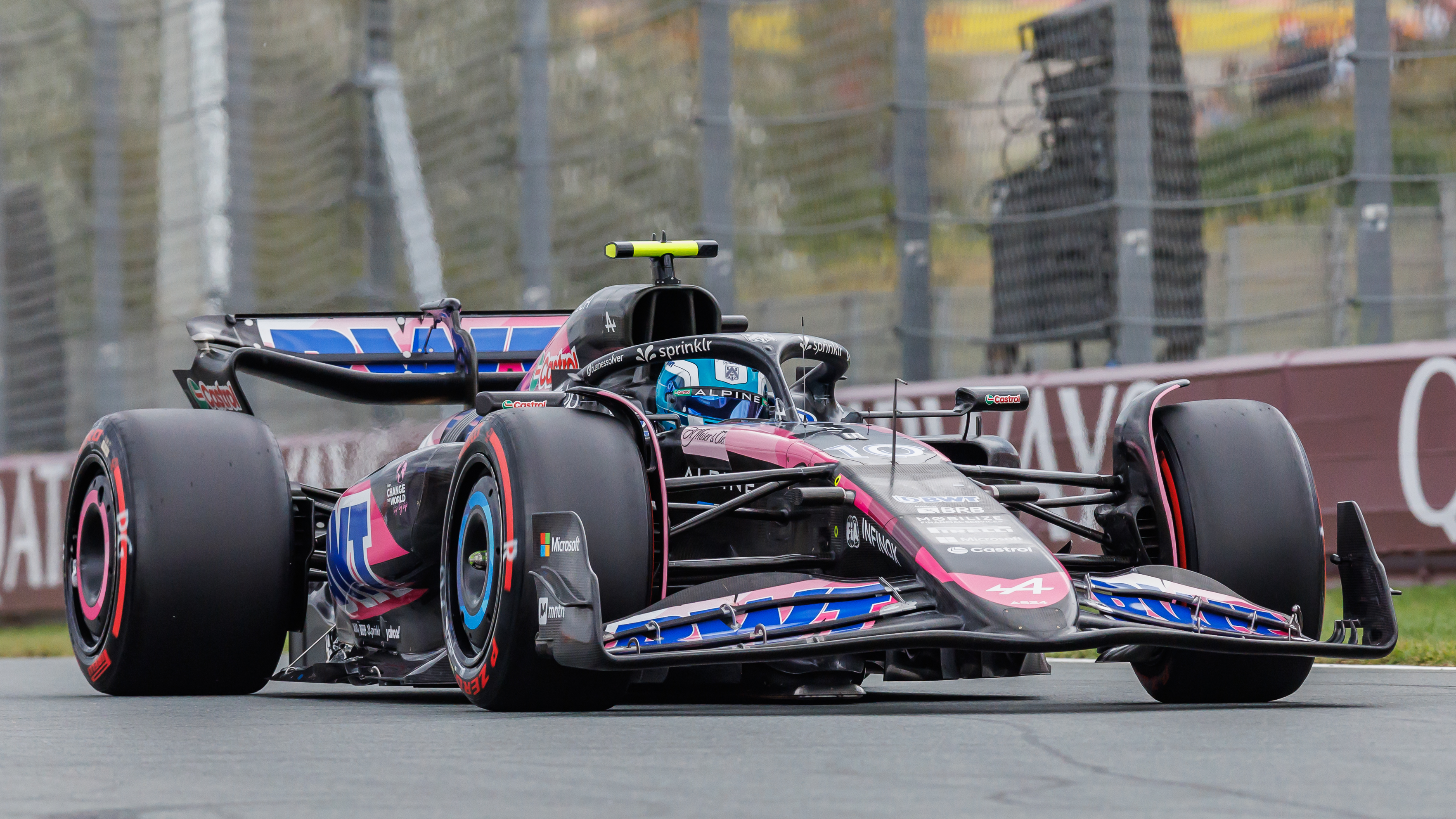
Gasly no Grande Prêmio dos Países Baixos de 2024

A dupla seguiu dividindo a Alpine em 2024, embora as relações de Ocon com Gasly e a equipe francesa tenham começado a se deteriorar. Gasly voltou a superar seu companheiro, se firmando como principal nome da Alpine, e por isso, no dia 27 de junho de 2024, a Alpine confirmou a renovação do contrato de Gasly em acordo multianual, garantindo o primeiro nome de sua dupla de pilotos da equipe francesa para a temporada de 2025. Gasly passou a maior parte da temporada lutando para alcançar pontos, mas o melhor momento dele e de Ocon na equipe veio no GP de São Paulo. Numa corrida marcada pela chuva intensa e pelos acidentes, a dupla da Alpine conseguiu sobreviver até o final, com ambos aparecendo no pódio. Para Gasly, ficou o terceiro lugar, mas as fotos dele comemorando ao lado de Ocon repercutiram na mídia e entre os fãs, que lembraram do histórico dos dois pilotos e da antiga amizade deles. Esse resultado também foi o primeiro a contar com dois pilotos franceses no mesmo pódio desde o GP da Espanha de 1997, quando Olivier Panis, da Prost, foi o segundo colocado, e Jean Alesi, da Benetton, foi o terceiro.
Mas no GP de Abu Dhabi, a dupla francesa foi desfeita, com a Alpine antecipando a ascensão do reserva Jack Doohan, que tinha contrato para 2025. Até a prova emiradense, Gasly já estava muito à frente de Ocon no campeonato, e na única corrida do ano que correu junto com Doohan, ele também o superou, pontuando com o sétimo lugar, enquanto o australiano ficou em décimo sexto. Assim, Gasly fechou 2024 com 42 pontos, se classificando na décima posição, apenas um ponto à frente de Nico Hülkenberg.

## Registros na carreira

### Resultados na Fórmula Renault 3.5 Series
(As corridas em negrito indicam pole position)
| Temporada | Equipe              | 1       | 2       | 3       | 4     | 5       | 6       | 7       | 8        | 9     | 10       | 11      | 12      | 13      | 14      | 15    | 16      | 17      | Pos. | Pontos |
| --------- | ------------------- | ------- | ------- | ------- | ----- | ------- | ------- | ------- | -------- | ----- | -------- | ------- | ------- | ------- | ------- | ----- | ------- | ------- | ---- | ------ |
| 2014      | Arden International | MNZ 1 3 | MNZ 2 5 | ALC 1 9 | ALC 2 | MON 1 7 | SPA 1 2 | SPA 2 4 | MSC 1 18 | MSC 2 | NÜR 1 20 | NÜR 2 8 | HUN 1 2 | HUN 2 3 | LEC 1 2 | LEC 2 | JER 1 6 | JER 2 4 | 2º   | 192    |

### Resultados na GP2 Series
(As corridas em negrito indicam pole position)
| Temporada | Equipe          | 1           | 2          | 3          | 4          | 5           | 6          | 7           | 8         | 9         | 10        | 11        | 12        | 13          | 14          | 15          | 16         | 17         | 18          | 19         | 20         | 21         | 22         | Pos. | Pontos |
| --------- | --------------- | ----------- | ---------- | ---------- | ---------- | ----------- | ---------- | ----------- | --------- | --------- | --------- | --------- | --------- | ----------- | ----------- | ----------- | ---------- | ---------- | ----------- | ---------- | ---------- | ---------- | ---------- | ---- | ------ |
| 2014      | Caterham Racing | BAR FEA     | BAR SPR    | CAT FEA    | CAT SPR    | MON FEA     | MON SPR    | RBR FEA     | RBR SPR   | SIL FEA   | SIL SPR   | HOC FEA   | HOC SPR   | HUN FEA     | HUN SPR     | SPA FEA     | SPA SPR    | MNZ FEA 17 | MNZ SPR Ret | SOC FEA 11 | SOC SPR 11 | YMC FEA 21 | YMC SPR 18 | 29º  | 0      |
| 2015      | DAMS            | BAR FEA Ret | BAR SPR 22 | CAT FEA 7  | CAT SPR 3  | MON FEA 14  | MON SPR 10 | RBR FEA 13  | RBR SPR 6 | SIL FEA 4 | SIL SPR 3 | HUN FEA 2 | HUN SPR 8 | SPA FEA 19  | SPA SPR Ret | MNZ FEA Ret | MNZ SPR 12 | SOC FEA 2  | SOC SPR 5   | BAR FEA 6  | BAR SPR 7  | YMC FEA 5  | YMC SPR C  | 8º   | 110    |
| 2016      | Prema Racing    | CAT FEA 3   | CAT SPR 2  | MON FEA 15 | MON SPR 13 | BAC FEA Ret | BAC SPR 2  | RBR FEA Ret | RBR SPR 7 | SIL FEA 1 | SIL SPR 7 | HUN FEA 1 | HUN SPR 7 | HOC FEA DSQ | HOC SPR 6   | SPA FEA 1   | SPA SPR 4  | MNZ FEA 4  | MNZ SPR 2   | SEP FEA 11 | SEP SPR 3  | YMC FEA 1  | YMC SPR 9  | 1º   | 219    |

† O piloto não terminou a corrida, mas foi classificado como ele completou mais de 90% da distância da corrida

### Resultados na Super Fórmula
(As corridas em negrito indicam pole position)
| Temporada | Equipe     | 1      | 2      | 3     | 4     | 5     | 6     | 7     | 8     | 9     | Pos. | Pontos |
| --------- | ---------- | ------ | ------ | ----- | ----- | ----- | ----- | ----- | ----- | ----- | ---- | ------ |
| 2017      | Team Mugen | SUZ 10 | OKA 19 | OKA 7 | FUJ 5 | MOT 1 | AUT 1 | SUG 2 | SUZ C | SUZ C | 2º   | 33     |

### Resultados na Fórmula E
(legenda) (resultados em negrito indicam pole position; resultados em itálico indicam volta mais rápida)
| Temporada | Equipe         | Chassis              | 1   | 2   | 3   | 4   | 5   | 6   | 7   | 8   | 9     | 10    | 11  | 12  | Pos. | Pontos |
| --------- | -------------- | -------------------- | --- | --- | --- | --- | --- | --- | --- | --- | ----- | ----- | --- | --- | ---- | ------ |
| 2016–17   | Renault e.dams | Spark-Renault Z.E 16 | HKG | MAR | BUE | MEX | MON | PAR | BER | BER | NIO 7 | NIO 4 | MNT | MNT | 16º  | 18     |

### Resultados na Fórmula 1
(legenda) (resultados em negrito indicam pole position; resultados em itálico indicam volta mais rápida)
| Temporada | Equipe                       | Chassis                   | Motor                      | 1       | 2       | 3       | 4       | 5       | 6       | 7      | 8       | 9       | 10      | 11      | 12      | 13      | 14      | 15     | 16      | 17      | 18     | 19     | 20     | 21      | 22      | 23    | 24    | Class. | Pontos |
| --------- | ---------------------------- | ------------------------- | -------------------------- | ------- | ------- | ------- | ------- | ------- | ------- | ------ | ------- | ------- | ------- | ------- | ------- | ------- | ------- | ------ | ------- | ------- | ------ | ------ | ------ | ------- | ------- | ----- | ----- | ------ | ------ |
| 2017      | Scuderia Toro Rosso          | Toro Rosso STR12          | Toro Rosso 1.6 V6 t        | AUS     | CHN     | BAR     | RUS     | ESP     | MON     | CAN    | AZE     | AUT     | GBR     | HUN     | BEL     | ITA     | SIN     | MAL 14 | JAP 13  | EUA     | MEX 13 | BRA 12 | ABU 16 |         |         |       |       | 21.º   | 0      |
| 2018      | Red Bull Toro Rosso Honda    | Toro Rosso STR13          | Honda RA618H 1.6 V6 t      | AUS Ret | BAR 4   | CHN 18  | AZE 12  | ESP Ret | MON 7   | CAN 11 | FRA Ret | AUT 11  | GBR 13  | ALE 14  | HUN 6   | BEL 9   | ITA 14  | SIN 13 | RUS Ret | JAP 11  | EUA 12 | MEX 10 | BRA 13 | ABU Ret |         |       |       | 15.º   | 29     |
| 2019      | Aston Martin Red Bull Racing | Red Bull Racing RB15      | Honda RA619H 1.6 V6 t      | AUS 11  | BAR 8   | CHN 6   | AZE Ret | ESP 6   | MON 5   | CAN 8  | FRA 10  | AUT 7   | GBR 4   | ALE 14  | HUN 6   |         |         |        |         |         |        |        |        |         |         |       |       | 7.º    | 95     |
| 2019      | Red Bull Toro Rosso Honda    | Scuderia Toro Rosso STR14 | Honda RA619H 1.6 V6 t      |         |         |         |         |         |         |        |         |         |         |         |         | BEL 9   | ITA 11  | SIN 8  | RUS 14  | JAP 7   | MEX 9  | EUA 16 | BRA 2  | ABU 18  |         |       |       | 7.º    | 95     |
| 2020      | Scuderia AlphaTauri Honda    | AlphaTauri AT01           | Honda RA620H 1.6 V6 t      | AUT 7   | EST 15  | HUN Ret | GBR 7   | 70 11   | ESP 9   | BEL 8  | ITA 1   | TOS Ret | RUS 9   | EIF 6   | POR 5   | EMI Ret | TUR 13  | BAR 6  | SKR 11  | ABU 8   |        |        |        |         |         |       |       | 10.º   | 75     |
| 2021      | Scuderia AlphaTauri Honda    | AlphaTauri AT02           | Honda RA621H 1.6 V6 t      | BAR 17† | EMI 7   | POR 10  | ESP 10  | MON 6   | AZE 3   | FRA 7  | EST Ret | AUT 9   | GBR 11  | HUN 5   | BEL 6   | PBS 4   | ITA Ret | RUS 13 | TUR 6   | EUA Ret | CMX 4  | SAO 7  | CAT 11 | ARA 6   | ABU 5   |       |       | 9.º    | 110    |
| 2022      | Scuderia AlphaTauri          | AlphaTauri AT03           | Red Bull RBPTH001 1.6 V6 t | BAR Ret | ARA 8   | AUS 9   | EMI 12  | MIA Ret | ESP 13  | MON 11 | AZE 5   | CAN 14  | GBR Ret | AUT 15  | FRA 12  | HUN 12  | BEL 9   | PBS 11 | ITA 8   | SIN 10  | JAP 18 | EUA 13 | CMX 11 | SAO 14  | ABU 14  |       |       | 14.º   | 23     |
| 2023      | Alpine F1 Team               | Alpine A523               | Renault E-Tech RE23        | BHR 9   | SAU 9   | AUS 13† | AZE 14  | MIA 8   | MON 7   | ESP 10 | CAN 12  | AUT 10  | GBR Ret | HUN Ret | BEL 113 | NED 3   | ITA 15  | SIN 6  | JPN 10  | QAT 12  | USA 67 | MXC 11 | SAP 7  | LAS 11  | ABU 13  |       |       | 11º*   | 62     |
| 2024      | Alpine F1 Team               | Alpine A524               | Renault E-Tech RE24        | BHR 18  | SAU Ret | AUS 13  | JPN 16  | CHN 13  | MIA 12  | EMI 16 | MON 10  | CAN 9   | ESP 9   | AUT 10  | GBR NL  | HUN Ret | BEL 13  | NED 9  | ITA 15  | AZE 12  | SIN 17 | USA 12 | MXC 10 | SAP 37  | LAS Ret | QAT 5 | ABU 7 | 10º    | 42     |
| 2025*     | Alpine F1 Team               |                           | Renault                    | AUS 11  | CHN     | JPN 13  | BHR 7   | SAU Ret | MIA 138 | EMI 13 | MON Ret | ESP 8   | CAN 15  | AUT 13  | GBR 6   | HUN 19  |         | NED    | ITA     | AZE     | SIN    | USA    | MXC    | SAP     | LAS     | QAT   | ABU   | 15º*   | 20     |

Notas
* Temporada ainda em andamento.
† – O piloto não terminou a prova, mas foi classificado por ter completado 90% da corrida.